# セルゲイ・キスリャク

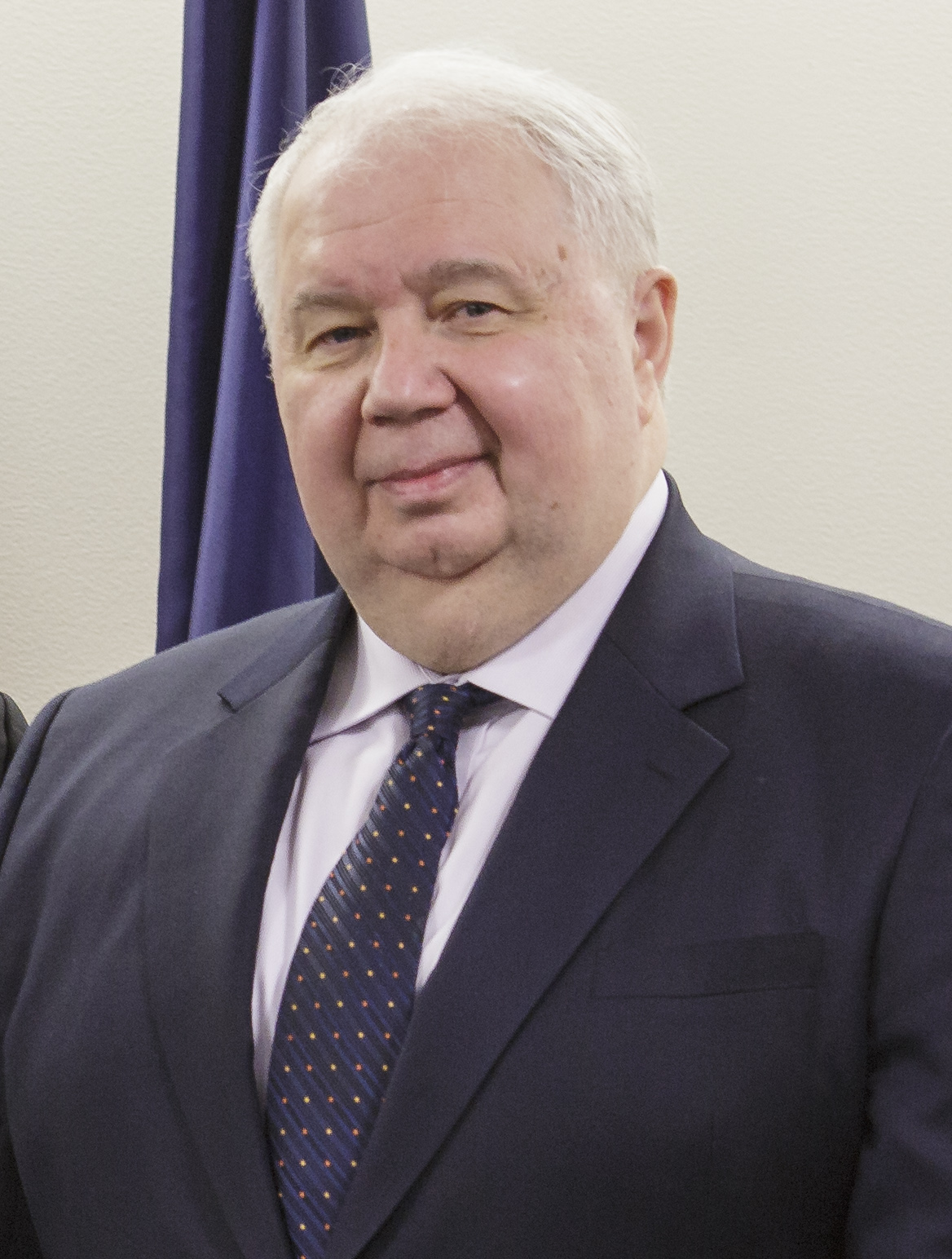

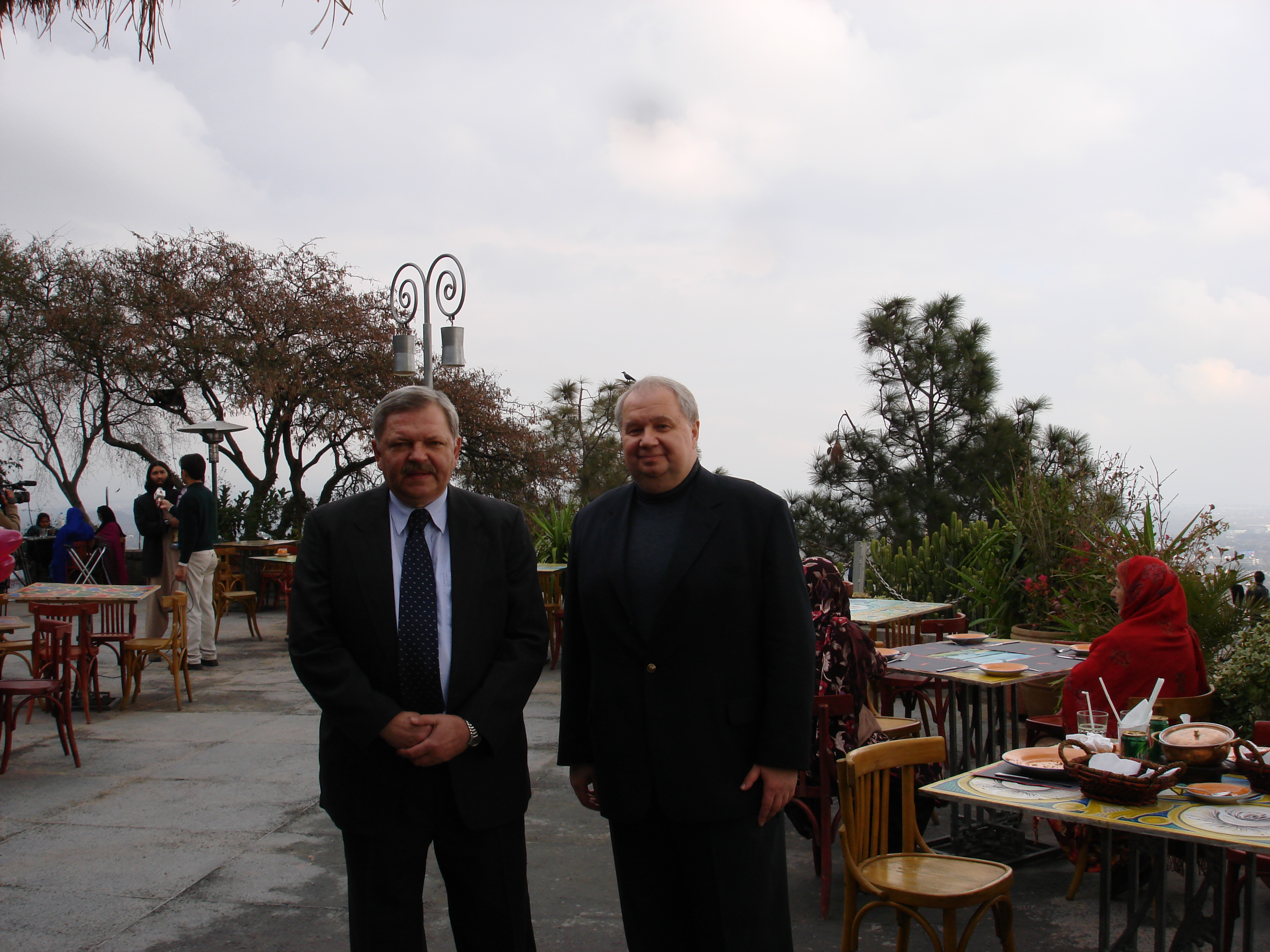
セルゲイ・キスリャク（右）とセルゲイ・ペスコフ駐パキスタン・ロシア大使

セルゲイ・イワノヴィチ・キスリャク（ロシア語: Серге́й Ива́нович Кисля́к、ラテン文字転写の例：Sergei Ivanovich Kislyak、1950年9月7日 - ）は、ロシアの外交官。2008年から2017年までロシア連邦駐米大使。

## 経歴・概要
1973年にモスクワ工学・物理大学を卒業。1977年に外国貿易省付属アカデミーを修了後、ソ連外務省に入省。1995年、外務省安全保障・軍縮局長兼外務省付属高級学校メンバー。1998年、駐ベルギー大使兼北大西洋条約機構（NATO）ロシア常任代表。2003年、外務次官。南北アメリカ諸国と国際安全保障問題、軍縮を担当した。英語とフランス語に堪能。
2008年4月11日、日露安保協議のため訪日。
2008年7月26日、ドミートリー・メドヴェージェフ大統領は駐米大使に任命する大統領令に署名した。